# Mycomyiella camerounensis
Mycomyiella camerounensis är en tvåvingeart som beskrevs av Loïc Matile 1973. Mycomyiella camerounensis ingår i släktet Mycomyiella och familjen svampmyggor. Inga underarter finns listade i Catalogue of Life.